# عشاق تبة
عشاق تبة هي بلدة في مقاطعة كاسان في ولاية قشقداريا في أوزبكستان.